# Палванташ
40°33′ пн. ш. 72°14′ сх. д. / 40.550° пн. ш. 72.233° сх. д.
Палванта́ш (узб. Полвонтош, Polvontosh) — селище в Узбекистані, в Мархаматському районі Андижанської області.
Населення селища становить 6,5 тис. осіб (2004), 5445 осіб (перепис 1989).
Селище розташоване на березі Південного Ферганського каналу.
Ведеться видобуток нафти.
Статус міського селища з 1947 року.